# News from Home
Pour plus de détails, voir Fiche technique et Distribution.
News from Home est un film documentaire dramatique belge de 1977 écrit et réalisé par Chantal Akerman.

## Synopsis
Le film News from Home se compose de longues séquences, montrant différents lieux de New York, sur lesquelles la réalisatrice lit en voix-off des lettres que sa mère lui a envoyées entre 1971 et 1973, lorsque la cinéaste vivait dans cette ville.

## Fiche technique
- Titre : News from Home
- Réalisation : Chantal Akerman, assisté de Paule Zajdermann
- Scénario : Chantal Akerman
- Producteur : Alain Dahan
- Photographie : Babette Mangolte, Jim Asbell
- Montage : Francine Sandberg
- Mixage : Dominique Dalmasso

## Distribution
- Chantal Akerman (voix)

## Description de l'œuvre
News from Home consiste en une lecture des lettres, généralement inquiètes et plaintives, que lui envoyait sa mère pendant sa résidence à New York, sur des plans monumentaux (façades, rues, métro...) de la mégapole américaine, principalement tournés dans le petit matin ou de nuit. À l'exception du métro, la caméra ne pénètre jamais dans le moindre bâtiment. La lecture est parfois masquée par les bruits de la ville. Le film se clôt par un très long travelling arrière, la caméra placée sur le ferry naviguant vers Staten Island s'éloignant de Manhattan et des tours jumelles du World Trade Center, la bande son étant composée uniquement du bruit de l'eau et de quelques cris d'oiseaux marins. La cinéaste belge tournera encore deux films à New York, Histoires d'Amérique en 1988 et Un divan à New York en 1996.